# Eadwulf Evilcild
Pour les articles homonymes, voir Eadwulf.
Eadwulf Evilcild est un ealdorman de Bamburgh du milieu du Xe siècle.

## Biographie
Eadwulf est vraisemblablement apparenté à Osulf, le précédent seigneur de Bamburgh connu, mais sa filiation exacte est inconnue.
Après l'expulsion définitive d'Éric du royaume viking d'York en 954 les souverains anglais ont repris le contrôle de l'ensemble de la Northumbrie. Deux ealdormen y sont attestés sous le règne d'Edgar : Eadwulf dans le nord, entre le Firth of Forth et la rivière Tees, et Oslac au sud, dans le Yorkshire. Eadwulf est le témoin de chartres royales entre 968 et 970 Son successeur à Bamburgh, Waltheof, apparaît seulement dans les sources en 994.
Le surnom Cild (anglais moderne : child) est appliqué à plusieurs nobles des Xe et XIe siècles. Le sens premier de cild est « enfant, jeune homme » et comme d'autres termes (beorn, thegn, cniht...) il avait acquis progressivement une signification secondaire celle de « guerrier ». Au Xe siècle il désignait un personnage de haut rang. Ceux qui le portaient étaient des ealdormen ou des thegns royaux. Le surnom Evilcild semble impliquer que Eadwulf était indigne de son rang ou de son statut de guerrier. Nous ignorons ce qu'il en était en réalité.